# يوهان بالتازار شوب
يوهان بالتازار شوب Johann Balthasar Schupp (ولد في 1 مارس 1610 في جيسن – ومات في 26 أكتوبر 1661 في هامبورغ) هو كاتب ساخر وشاعر روحي ألماني.

## حياته
درس شوب اللاهوت والفلسفة في ماربورغ. وقام في سنة 1628 برحلة عبر جنوب ألمانيا ومنطقة بحر البلطيق. بدأ التدريس في جامعة ماربورغ بعد حصوله على درجة الماجستير في روستوك سنة 1631. هرب إلى هولندا خوفا من اضطرابات الحرب ومن الطاعون. شغل كرسي التاريخ والبلاغة في عام 1643. وعمل قسيسا في كنيسة إليزابيت في عام 1643. وحصل في سنة 1645 على درجة الدكتوراه في اللاهوت.
وبعد أن فقد جميع ممتلكاته أثناء احتلال ماربورغ سنة 1646، عمل واعظا في بلاط أمير هيسن ودارمشتات ومستشارا في مجمع الكرادلة في براوْباخ. وفي سنة 1649 أصبح رئيسا للقسس في كنيسة ياكوبي في هامبورغ، حيث اكتسب شهرة عن قوته الخطابية الأسطورية.
صدر في عام 1657 قرار بمنع نشر أعماله بسبب كتاباته الساخرة في هامبورغ، فاتجه إلى النشر في فولفنبوتل. ألف شوب العديد من الكتابات التربوية، كما أنه يعتبر شاعرا روحيا ذا قيمة رفيعة.